# Besljudiwka
Besljudiwka (ukrainisch Безлюдівка; russisch Безлюдовка Besljudowka) ist eine Siedlung städtischen Typs in der Oblast Charkiw in der Ukraine mit 9400 Einwohnern (2019). Besljudiwka besteht seit 1681 und wurde 1938 zur Siedlung städtischen Typs bestimmt.

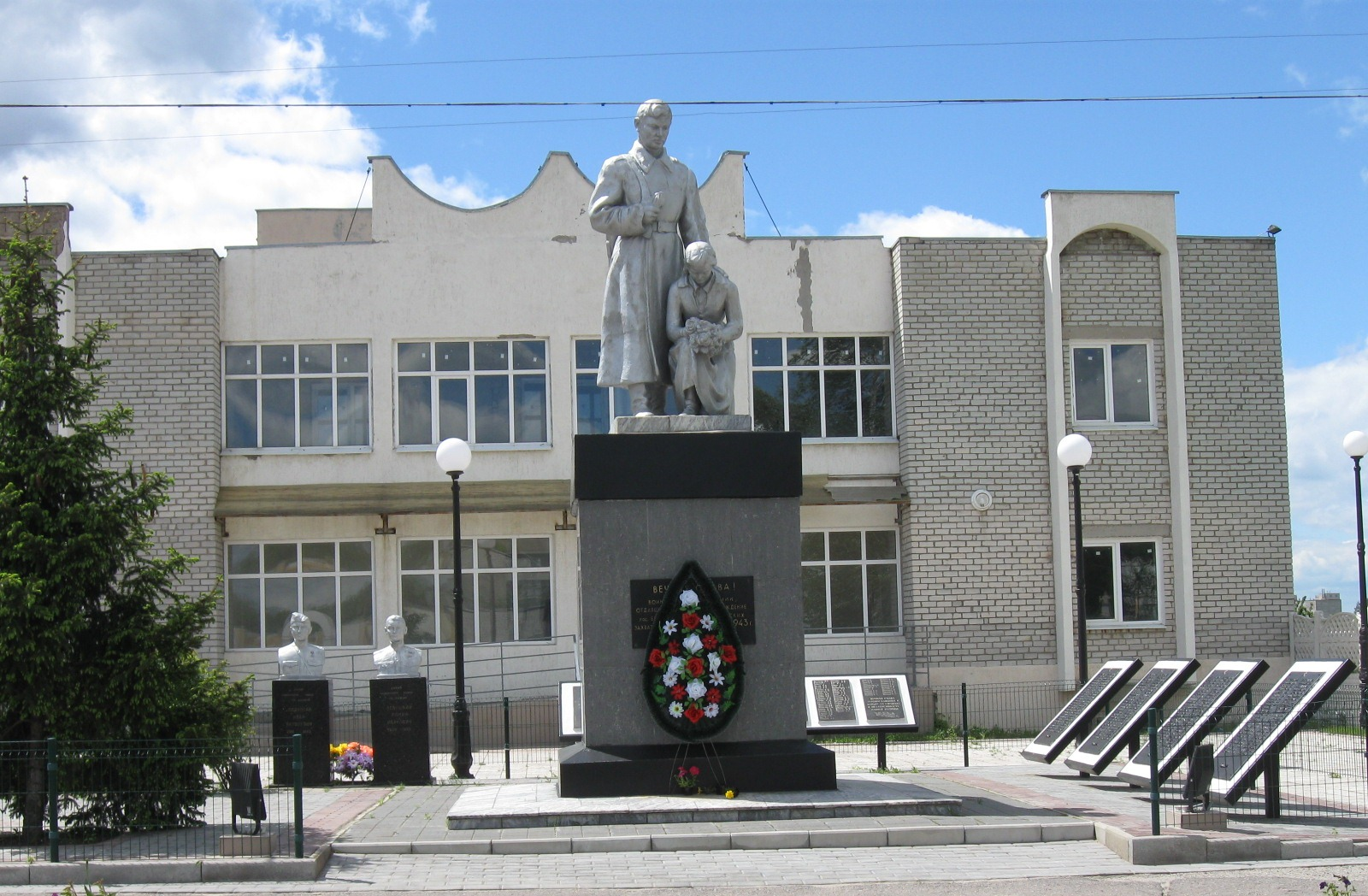
Gebäude im Ort

Im Ort gibt es ein Krankenhaus, zwei Schulen, einen Kindergarten, drei Büchereien, mehrere orthodoxe Kirchenbauten und drei Sportstätten. Die Besljudiwka umgebenden Seen werden von den Einwohnern der benachbarten Stadt Charkiw als Naherholungsgebiet genutzt.

## Lage
Besljudiwka liegt am Udy, einem Nebenfluss des Donez, 13 km südlich des Zentrums von Charkiw. Der Ort ist verkehrstechnisch u. a. durch die Fernstraße M 18, einer Teilstrecke der E 105 sowie mit einem eigenen Bahnhof durch die Eisenbahnlinie Charkiw–Smijiw erschlossen.

## Verwaltungsgliederung
Am 12. Juni 2020 wurde die Siedlung zum Zentrum der neugegründeten Siedlungsgemeinde Besljudiwka (Безлюдівська селищна громада/Besljudiwska selyschtschna hromada). Zu dieser zählen auch die Siedlungen städtischen Typs Wassyschtschewe und Choroschewe sowie die 7 in der untenstehenden Tabelle aufgelisteten Dörfer und die Ansiedlung Podoljoch, bis dahin bildete die Siedlung die gleichnamige Siedlungratsgemeinde Besljudiwka (Безлюдівська селищна рада/Besljudiwska selyschtschna rada) im Süden des Rajons Charkiw.
Folgende Orte sind neben dem Hauptort Besljudiwka Teil der Gemeinde:
| Name                     | Name        | Name                       |
| ukrainisch transkribiert | ukrainisch  | russisch                   |
| ------------------------ | ----------- | -------------------------- |
| Chmariwka                | Хмарівка    | Хмаровка (Chmarowka)       |
| Choroschewe              | Хорошеве    | Хорошево (Choroschewo)     |
| Kotljary                 | Котляри     | Котляры                    |
| Kyrsanowe                | Кирсанове   | Кирсаново (Kirsanowo)      |
| Lysohubiwka              | Лизогубівка | Лизогубовка (Lisogubowka)  |
| Mowtschany               | Мовчани     | Молчаны                    |
| Podoljoch                | Подольох    | Подолёх                    |
| Schubine                 | Шубіне      | Шубино (Schubino)          |
| Temniwka                 | Темнівка    | Тёмновка (Tjomnowka)       |
| Wassyschtschewe          | Васищеве    | Васищево (Wassischtschewo) |

## Bevölkerungsentwicklung
| 1959  | 1970  | 1979  | 1989   | 2001  | 2015  | 2019  |
| ----- | ----- | ----- | ------ | ----- | ----- | ----- |
| 7.440 | 7.764 | 8.776 | 10.387 | 9.653 | 9.700 | 9.405 |

Quelle: